# M'Toussa
M'Toussa (em árabe: متوسة) é uma cidade e comuna localizada na província de Khenchela, Argélia. Segundo o censo de 2008, a população total da cidade era de 10 000 habitantes.